# Dorstenia arifolia
Dorstenia arifolia är en mullbärsväxtart som beskrevs av Jean-Baptiste de Lamarck. Dorstenia arifolia ingår i släktet Dorstenia och familjen mullbärsväxter. Inga underarter finns listade i Catalogue of Life.

## Bildgalleri

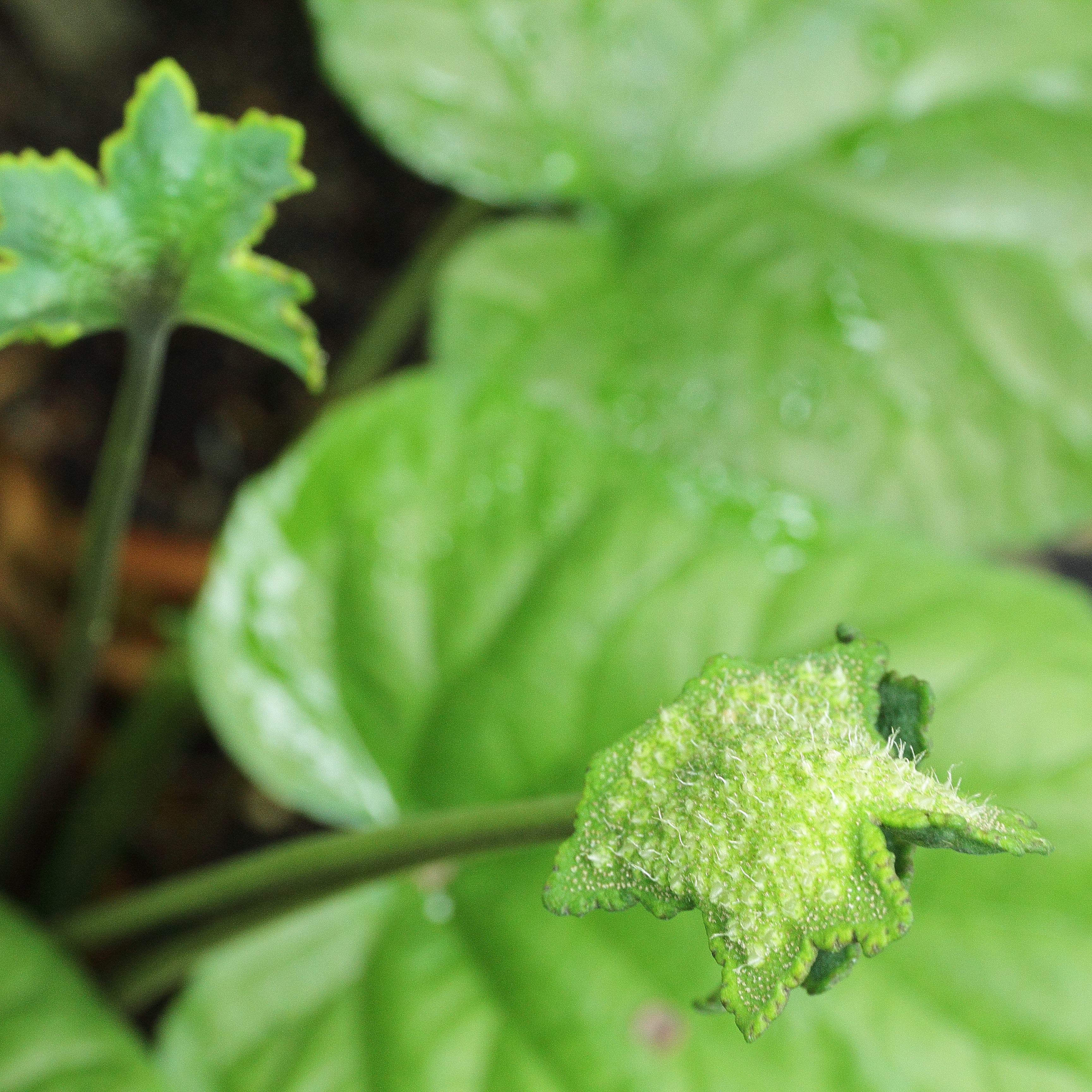
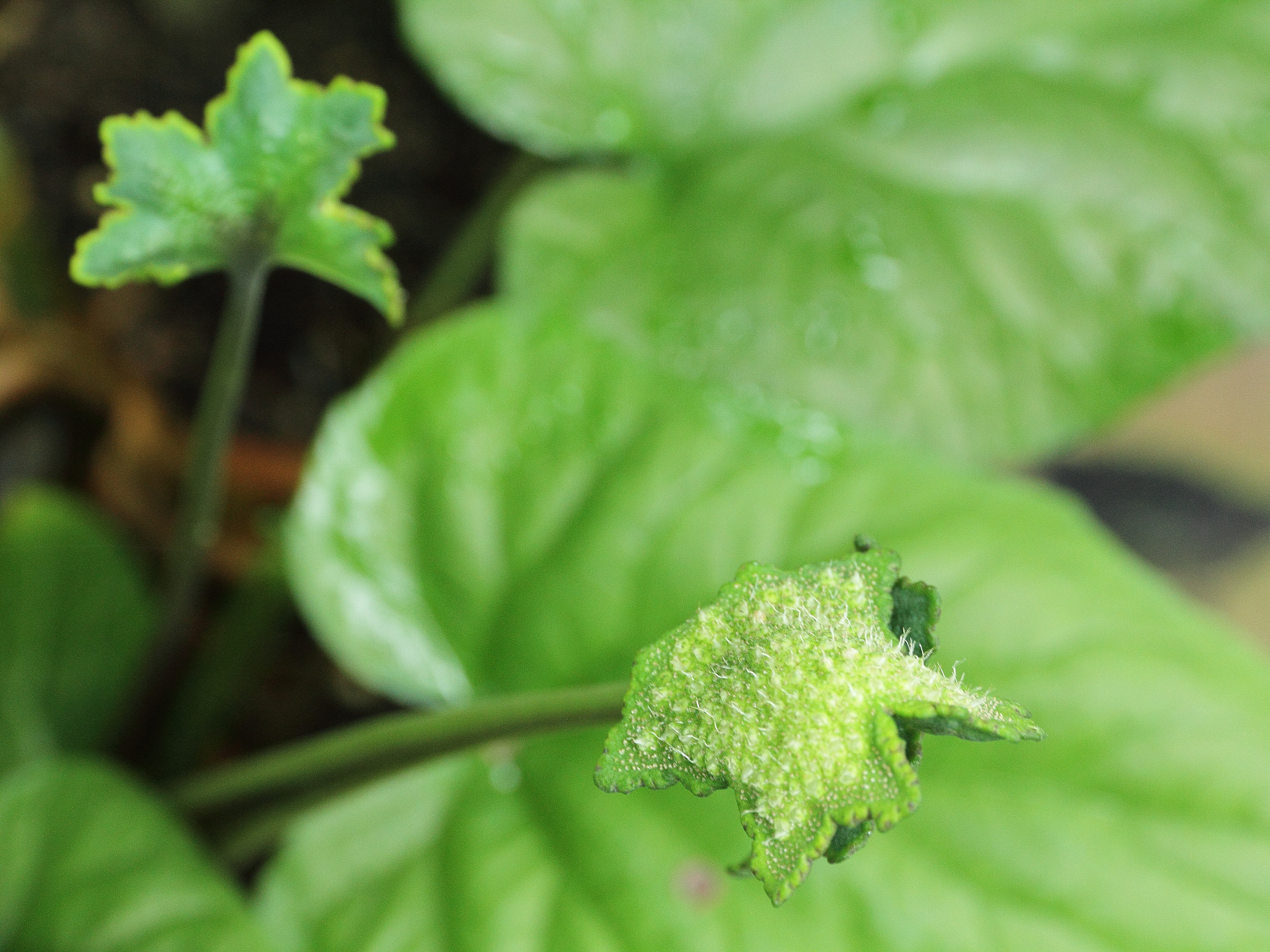
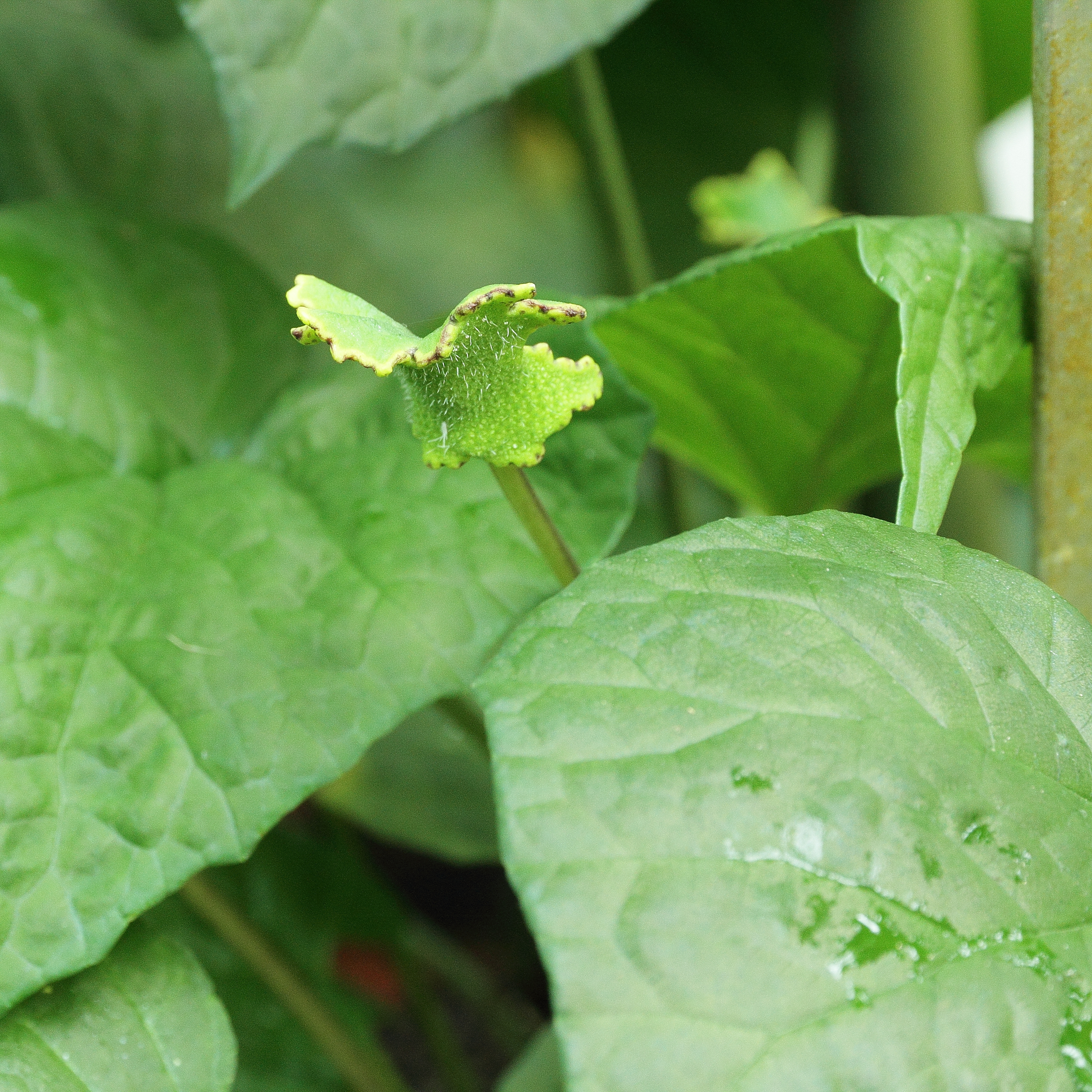